# Urapteroides malgassaria
Urapteroides malgassaria är en fjärilsart som beskrevs av Paul Mabille 1878. Urapteroides malgassaria ingår i släktet Urapteroides och familjen Uraniidae. Inga underarter finns listade i Catalogue of Life.